# Cyphonisia manicata
Espèce
Cyphonisia manicata est une espèce d'araignées mygalomorphes de la famille des Barychelidae.

## Distribution
Cette espèce est endémique de Bioko en Guinée équatoriale.

## Description
La femelle subadulte holotype mesure 18 mm.

## Publication originale
- Simon, 1907 : Arachnides recueillis par L. Fea sur la côte occidentale d'Afrique. 1re partie. Annali del Museo Civico di Storia Naturale di Genova, sér. 3, vol. 3, p. 218-323 (texte intégral).